# Tala Madani
Tala Madani (ur. 1981 w Teheranie) – irańsko-amerykańska artystka wizualna zajmująca się głównie malarstwem, a także animacją. Jej prace mają ironiczny i krytyczny charakter, a ich tematami są głównie reprezentacje płci i seksualności w patriarchalnym społeczeństwie Iranu, zwłaszcza męskość i kultura maczyzmu. Odwołuje się także do tradycji sztuki arabskiej i perskiej.

## Życiorys
Madani urodziła się w 1981 w Teheranie, a w 1994 przeprowadziła się do amerykańskiego Oregonu. W latach 1999–2004 studiowała w Oregon State University w Corvallis, gdzie w 2004 uzyskała tytuł licencjata (BFA) w zakresie sztuk wizualnych oraz nauk politycznych. W latach 2004–2006 studiowała malarstwo na uniwersytecie Yale, gdzie uzyskała dyplom magistra (MFA).
Wraz z partnerem mieszkała jednocześnie w Brooklynie i w Amsterdamie, a obecnie żyje i pracuje w Los Angeles.

## Twórczość

### Wybrane wystawy indywidualne
2021 – Tala Madani, The Museum of Contemporary Art, Los Angeles,
2020 – Genealogy Study of Artists #6: Tala Madani Animation – Chit Chat, SSSStart Research Centre, Start Museum, Shanghai,
2020 – Winter Light, Southbank Centre, Londyn,
2019 – Shit Moms, David Kordansky Gallery, Los Angeles; Secession, Wiedeń,
2019 – Oven Light, Portikus, Frankfurt,
2019 – MAM Project 027, Mori Art Museum, Tokio,
2018 – Corner Projections, 303 Gallery, Nowy Jork,
2017 – Tala Madani, La Panacée – Centre de Culture Contemporaine, Montpellier,
2016 – Shitty Disco, Pilar Corrias, Londyn,
2016 – First Light, Contemporary Art Museum, St. Louis; MIT List Visual Arts Center, Cambridge,
2015 – Smiley has no nose, David Kordansky Gallery, Los Angeles,
2014 – Rear Projection, Centro Andaluz de Arte Contemporáneo, Sewilla,
2014 – Tala Madani: Abstract Pussy, Pilar Corrias, Londyn,
2013 – Tala Madani: Rip Image, Moderna Museet, Malmö/Sztokholm,
2011 – Tala Madani: The Jinn, Stedelijk Museum Bureau, Amsterdam,
2011 – Manual Man, Pilar Corrias, Londyn,
2010 – Pictograms, Lombard-Freid Projects, Nowy Jork,
2009 – Dazzle Men, Pilar Corrias, Londyn,
2008 – ASS•AS•SIN: Hashish anyone?, Lombard-Freid Projects, Nowy Jork,
2007 – Smoke and Mirrors, Lombard-Freid Projects, Nowy Jork.

### Wybrane wystawy zbiorowe
2011 – 54. Biennale w Wenecji, Pawilon Danii, Włochy,
2011 – Biennale w Singapurze, Open House, Singapur,
2011 – Between my Head and my Hand, There is Always the Face of Death, Portland Institute for Contemporary Art, Portland,
2010 – Greater New York, MoMA PS1, Nowy Jork,
2010 – The Future of Tradition – The Tradition of Future 100 Years After the Exhibition ‘Masterpieces of Muhammadan Art’ in Munich, Haus der Kunst, Monachium,
2010 – Biennale w Liverpoolu, Liverpool,
2009 – The Symbolic Efficiency of the Frame, 4. Międzynarodowe Biennale Sztuki Współczesnej w Tiranie, Tirana,
2009 – Unveiled: New Art from the Middle East, The Saatchi Gallery, Londyn,
2009 – The Generational: Younger Than Jesus, The New Museum, Nowy Jork,
2008 – Works on Paper, La Maison Jaune, Patricia Low Contemporary, Gstaad.

### Prace w kolekcjach
Jej prace znajdują się w kolekcjach: Bard Collection, Annandale-on-Hudson; Hall Art Foundation, Nowy Jork; Hammer Museum, Los Angeles; Museum Izraela, Jerozolima; Los Angeles County Museum of Art, Los Angeles; LUMA Foundation, Zurych; Moderna Museet Collection, Sztokholm/Malmö; Museum of Contemporary Art, Los Angeles; Museum of Modern Art, Nowy Jork; Muzeum Sztuki Nowoczesnej w Warszawie; National Gallery of Victoria, Melbourne; Fundacja Serralves, Porto; Stedelijk Museum, Amsterdam; Tate Modern, Londyn; Yuz Museum, Szanghaj; Whitney Museum of American Art, Nowy Jork.

## Nagrody i wyróżnienia
2020 – Smithsonian American Art Museum’s James Dicke Contemporary Artist Prize.
2014 – Tiffany Foundation 2013 Biennial Grant
2013 – Catherine Doctorow Prize for Contemporary Painting Artpace San Antonio
2012 – De Volkskrant Beeldende Kunst Prijs (De Volkskrant Art Award), Stedelijk Museum
2010 – British School of Rome, Abbey Painting Fellowship
2008 – Van den Berch van Heemstede Stichting Fellowship
2007 – Stichting Kees Verwey Fellowship
2007 – Rijksakademie van Beeldende Kunsten (rezydencja)
2006 – Barry Schactman Prize, Yale University
2005 – Schickle-Collingwood Prize, Yale University
2003 – Oregon State University President's Award for Excellence in Art
2003 – Oregon State University 'Plinkiewisch Scholarship'
2003 – Oregon State University 'Undergraduate Research, Innovation, Scholarship, Creativity (URISC)' grant.